# Länsfängelset i Luleå

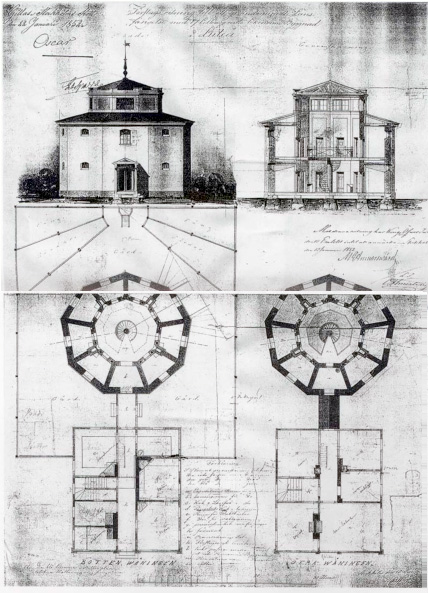
Luleå panoptiska fängelse. Ritning av Carl Fredrik Hjelm.

Länsfängelset i Luleå, senare Kronohäktet i Luleå och idag Vita Duvan, är ett före detta cellfängelse, som ligger centralt på Stationsgatan i Luleå intill länsstyrelsen.

## Historia
Fängelset byggdes 1852-1855 och öppnades i juni 1856 i samband med att landshövdingeresidenset flyttades från Piteå till Luleå. Arkitekt var Johan Fredrik Åbom och man uppförde en niosidig tornbyggnad i två våningar som innehöll 17 celler. Därmed ersattes det tidigare häktet som legat i stadens rådhus. Byggkostnaden uppgick till 36 495 kronor.
När Åbom ritade byggnaden följde han nästan helt den typritning för stads- och häradshäkten som han utarbetat 1849 tillsammans med Carl Fredrik Hjelm.  
Eftersom anstalten med åren blev för liten, beviljades medel för en tillbyggnad. Den ritades av Claes Robert Ljungberg, stod klar 1892 och gav ett tillskott med 19 celler. Kostnaden var 64 000 kronor. 
Vid en reform 1911 ändrades beteckningen på de mindre länsfängelserna, däribland Luleås, till kronohäkte. 
Kriminalvårdsverket lämnade byggnaden 1979. Den är bevarad som kontorsbyggnad och tillhör fastighetsbolaget Norrporten.
Fängelsescenerna vid TV-serien En hederlig jul med Knyckertz från 2021 spelades in i de tidigare fängelselokalerna.

## Panoptiskt fängelse
Fängelset utgör ett panoptiskt fängelse, en rund byggnad som är indelad i tårtbitsliknande celler. Mitt i byggnaden står ett torn där en övervakare kan observera alla fångar utan att de kan avgöra om de blir övervakade eller inte.